# Said Najati Sidki
Said Najati Sidki (23 de janeiro de 1941) é um pesquisador brasileiro, membro titular da Academia Brasileira de Ciências na área de Ciências Matemáticas desde 6 de junho de 2006. É professor do Departamento de Matemática da Universidade de Brasília.
Foi condecorado com a comenda da Ordem Nacional do Mérito Científico.